# 20351 Каборхардт
20351 Каборхардт (20351 Kaborchardt) — астероїд головного поясу, відкритий 18 квітня 1998 року.
Тіссеранів параметр щодо Юпітера — 3,338.